# Haliplus stagninus
Haliplus stagninus is een keversoort uit de familie watertreders (Haliplidae). De wetenschappelijke naam van de soort is voor het eerst geldig gepubliceerd in 1949 door Leech.